# エルミート形式
数学の線型代数学におけるエルミート積 (Hermitian product), エルミート半双線型形式 (Hermitian Sesquilinear form) あるいは単にエルミート形式（エルミートけいしき、英: Hermitian form）は、シャルル・エルミートに名を因む特別な種類の半双線型形式で、対称双線型形式の複素版にあたる。
複素線型空間 V とその上のエルミート形式 ⟨,⟩ との組 (V,⟨,⟩), あるいは同じことだが対応する「二次形式」Q(z) = ⟨z, z⟩ との組 (V, Q) をエルミート空間（あるいはエルミート二次空間）と呼ぶ。 

## 定義
V は複素数体 C 上のベクトル空間とすると、エルミート半双線型形式とは、写像 ⟨,⟩: V × V → C で以下を満たすものを言う: x, y, z ∈ V および a ∈ C は任意として
1. 偏線型性: ⟨x, ay + z⟩ = a⟨x, y⟩ + ⟨x, z⟩
2. 偏半線型性: ⟨ax + y, z⟩ = a⟨x, z⟩ + ⟨y, z⟩
3. エルミート対称性: ⟨x, y⟩ = ⟨y, x⟩

ここに、上付きの横棒 • は複素共軛をとる演算を表す。
注
- 引数の一方が線型で他方が半線型となるが、線型と半線型は上記と逆に仮定する流儀もある。
- 条件 1, 2 はこの写像が半双線型となることを言うものであるが、実は条件 3 の仮定のもと 1 から 2, あるいは 2 から 1 が導かれるから、一方の条件は不要である。ここでは明確化のために両者を掲げてある。

エルミート半双線型形式は複素数体 C 上で意味を成す概念である（実数体 R 上では任意のエルミート半双線型形式が対称双線型形式になる）。複素線型空間（あるいは複素ヒルベルト空間）上の内積（エルミート内積）は非退化正定値のエルミート半双線型形式である。
より一般に、環上の加群 M に対して、係数環 R 上定義される任意の対合的反自己同型 σ に関する半双線型形式 ⟨,⟩: M × M → R がエルミートであるとは、⟨x, y⟩ = ⟨y, x⟩σ を満たすことを言う。さらに、ε は係数環の中心元として、ε-エルミートであるとは ⟨x, y⟩ = ε⟨y, x⟩σ となるときに言う。

## エルミート二次形式
エルミート半双線型形式に対しても極化恒等式が適用できる。従って、エルミート半双線型形式は対角成分における値 Q(z) = ⟨z, z⟩ のみによって他の全ての値も決定される。この「二次形式」Q が常に実数値であることに注意せよ。実は与えられた半双線型形式がエルミートであることと、対応する二次形式が実数値であることとは同値になる。

## 標準形式
複素数ベクトル空間 Cn における
{\displaystyle \langle {\vec {x}},{\vec {y}}\rangle =\langle (x_{1},x_{2},\ldots ,x_{n}),(y_{1},y_{2},\ldots ,y_{n})\rangle ={\bar {x}}_{1}y_{1}+{\bar {x}}_{2}y_{2}+\ldots +{\bar {x}}_{n}y_{n}=\sum _{k=1}^{n}{\bar {x}}_{k}y_{k}}
を標準エルミート形式あるいは標準エルミート内積と呼ぶ。